# 武藤崇志
武藤 崇志（むとう たかゆき、1984年8月25日 - ）は、北海道出身の元サッカー選手、サッカー指導者。

## 所属クラブ
- 2000年 - 2002年 岩見沢東高校
- 2003年 - 2006年 弘前大学
- 2007年 - 2010年 東京学芸大学大学院修士課程

## 指導歴
- 東京学芸大学蹴球部 - コーチ[1]
- 2011年[2] - 2012年11月[3]：ファジアーノ岡山 - アシスタントコーチ兼マネージャー
- 2012年：岡山県作陽高校サッカー部 - コーチ
  - 2012年：Jフィールド岡山FC - 外部コーチ(派遣)スライディング担当[4]

2015-　北海道小樽市 北照高等学校 顧問